# Natassia Malthe
Linn Natassia Malthe (Oslo, 19 gennaio 1974) è una modella e attrice norvegese.

## Biografia
Natassia nasce ad Oslo, in Norvegia, da padre norvegese e da madre malese originaria di Kota Kinabalu (nello stato di Sabah). Ha una sorella minore. Frequenta danza alla Royal Winnipeg Ballet in Canada, successivamente si trasferisce a Londra dove studia teatro. Ha interpretato un ruolo nella miniserie Fallen, andata in onda sul canale ABC Family. Come modella è tra le Girls of Maxim e ha inoltre pubblicizzato una nuova linea di televisori dal nome Scarlet per la LG Electronics.

## Filmografia

### Cinema
- Generazione perfetta (Disturbing Behavior), regia di David Nutter (1998)
- Lake Placid, regia di Steve Miner (1999)
- The Wedding Dress, regia di Sam Pillsbury (2001)
- 40 giorni & 40 notti (40 Days and 40 Nights), regia di Michael Lehmann (2002)
- Crime Party (Stark Raving Mad) (2002)
- Halloween - La resurrezione (Halloween: Resurrection), regia di Rick Rosenthal (2002)
- Un poliziotto a 4 zampe 3 (K-9: P.I.), regia di Joel Bergvall (2002)
- Cose da maschi (A Guy Thing), regia di Chris Koch (2003)
- Call Me: The Rise and Fall of Heidi Fleiss (2004)
- Maxim Uncovered! Vol. 2 (2004)
- Devil's Highway (2005)
- Elektra, regia di Rob S. Bowman (2005)
- Un'estate per morire (Wish You Were Here) (2005)
- Bound by Lies (2005)
- Confessioni di una single di successo (Confessions of a Sociopathic Social Climber), regia di Dana Lustig (2005) - film TV
- Awake (2005)
- La belle dame sans merci (2005)
- Bloodsuckers (2005)
- Caos (Chaos), regia di Tony Giglio (2005)
- DOA: Dead or Alive, regia di Corey Yuen (2006)
- Skinwalkers - La notte della luna rossa (Skinwalkers), regia di James Isaac (2006)
- Dead & Deader (2006)
- Tutti i numeri del sesso (Sex and Death 101), regia di Daniel Waters (2007)
- BloodRayne II: Deliverance (2007)
- Oltre i binari (The Other Side of the Tracks), regia di Alejandro Daniel Calvo (2008)
- Alone in the Dark II, regia di Michael Roesch, Peter Scheerer (2009)
- Slave (2009)
- Manslaughter (2009)
- BloodRayne III: The Third Reich (2010)
- Una spia non basta (This Means War), regia di McG (2012)
- Il buono, il brutto e il morto (The Good, the Bad and the Dead), regia di Timothy Woodward Jr. (2015)
- Alpha - Un'amicizia forte come la vita (Alpha), regia di Albert Hughes (2018)

### Serie televisive
- Millennium - serie TV (1997)
- Dark Angel - serie TV (2000)
- Trapped - Inferno di cristallo, regia di Deran Sarafian - film TV (2001)
- The Dead Zone - serie TV (2004)
- Fallen - Angeli caduti - serie TV (2007)
- Fringe - serie TV, 1 episodio (2010)

## Doppiatrici italiane
- Domitilla D'Amico in Fallen - Angeli caduti
- Federica De Bortoli in DOA - Dead or Alive
- Alessandra Cassioli in Elektra
- Deborah Ciccorelli in Caos
- Laura Latini in Tutti i numeri del sesso
- Irene Di Valmo in Fringe
- Eleonora Reti in Alpha - Un'amicizia forte come la vita